# Університет Реджайни
Університе́т Реджа́йни (англ. The University of Regina, акронім: UofR) — науково-дослідницький університет, розташований у центрі міста Реджайна, провінція Саскачеван, Канада.
Заснований у 1911 під назвою «Коледж Реджайни», був частиною «Методистської церкви Канади» (англ. Methodist Church of Canada). Коледж Реджайни встановлював зв'язки ще в 1925 зі Саскачеванським університетом, а в 1934 — став частиною Саскачеванського університету.
З 1974 незалежний від Університету Саскачевану та налічує більш ніж 12 000 студентів і наукових співробітників.

### Складові коледжі
Університет Реджайна складається з факультетів:
- Факультет гуманітарних наук
- Факультет підприємництва (бізнес)
Бізнес-Школа ім. Паля Ж. Гиля
 (Аспірантура — Бізнес-Школа ім. Кеннета Лавіня)
- Факультет педагогіки
- Факультет аспірантури й досліджень
- Факультет естетичного мистецтва
- Факультет інженерії
- Факультет фізичної культури (кенісіологія)
- Факультет медсестринський
- Факультет загальних наук
- Факультет суспільних праці
- Коледж Кампіон (римо-католицький)
- Перший національний університет Канади
- Коледж ім. Мартіна Лютера — Саскачеван

## Галерея

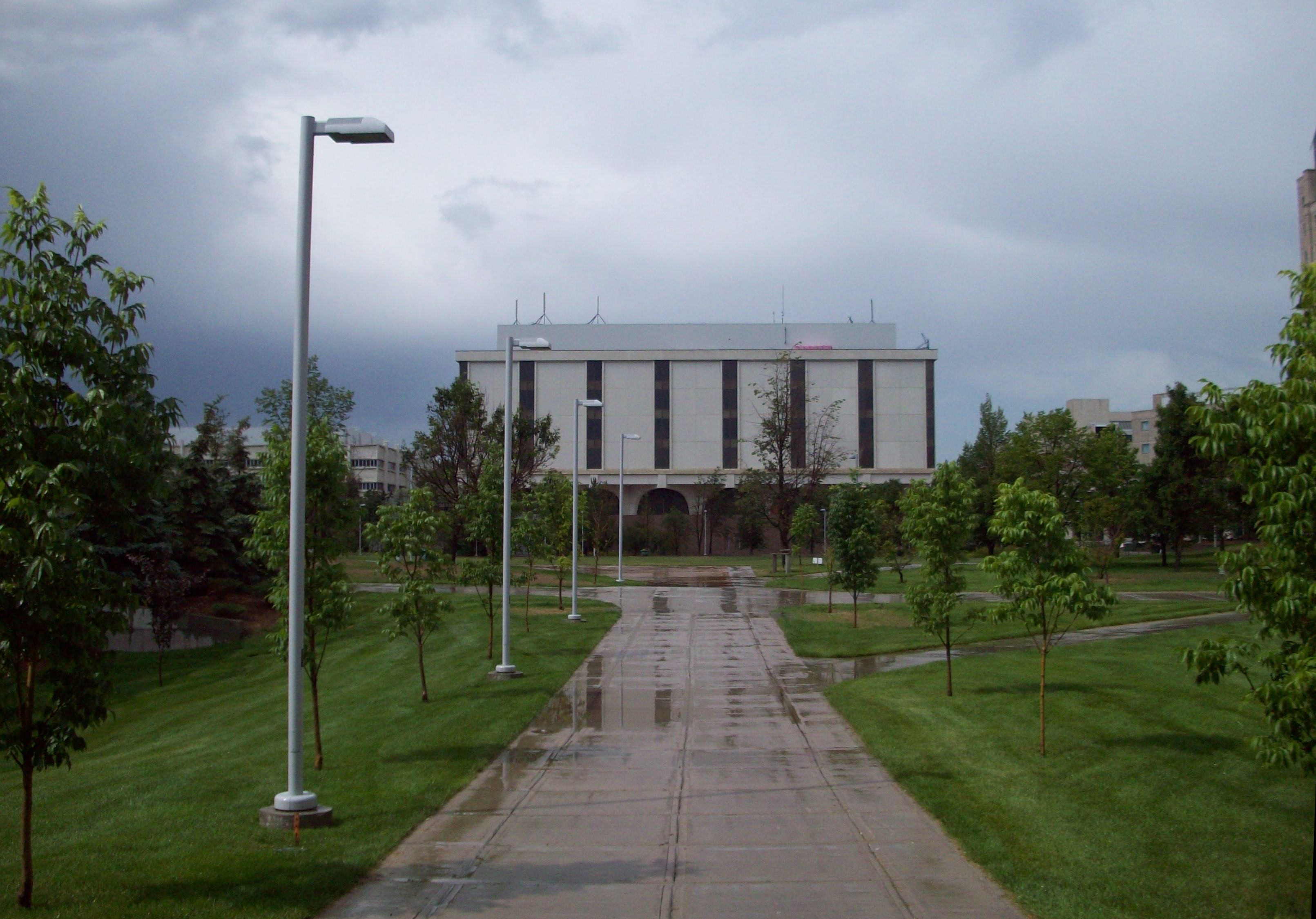
Бібліотека ім. Джона Арчера
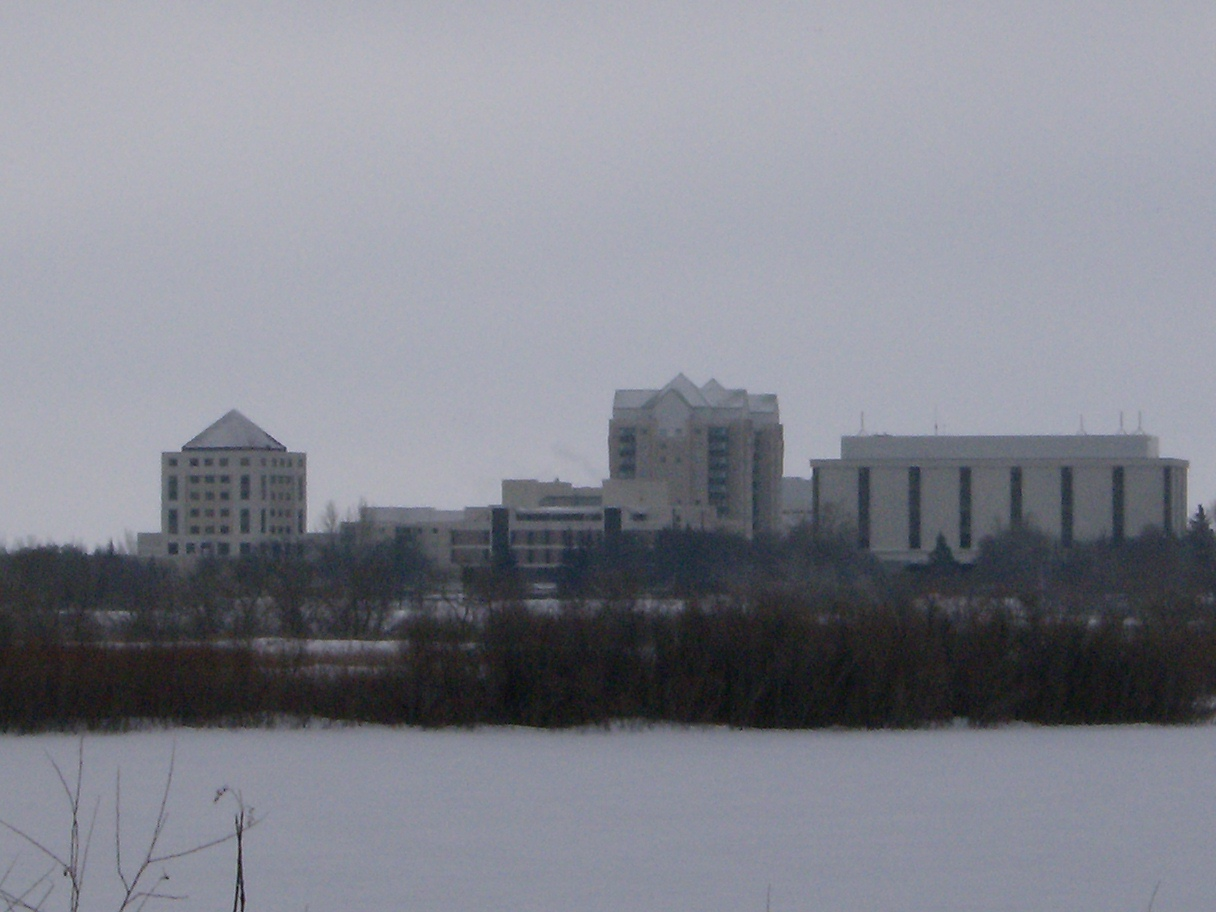
Вид на Реджайнський кампус